# Elaphoglossum nidusoides
Elaphoglossum nidusoides är en träjonväxtart som beskrevs av Rouhan och Rakotondr. Elaphoglossum nidusoides ingår i släktet Elaphoglossum och familjen Dryopteridaceae. Inga underarter finns listade.